# Xenichthys rupestris
Xenichthys rupestris är en fiskart som beskrevs av Hildebrand, 1946. Xenichthys rupestris ingår i släktet Xenichthys och familjen Haemulidae. IUCN kategoriserar arten globalt som otillräckligt studerad. Inga underarter finns listade i Catalogue of Life.